# Musée national de la voiture et du tourisme

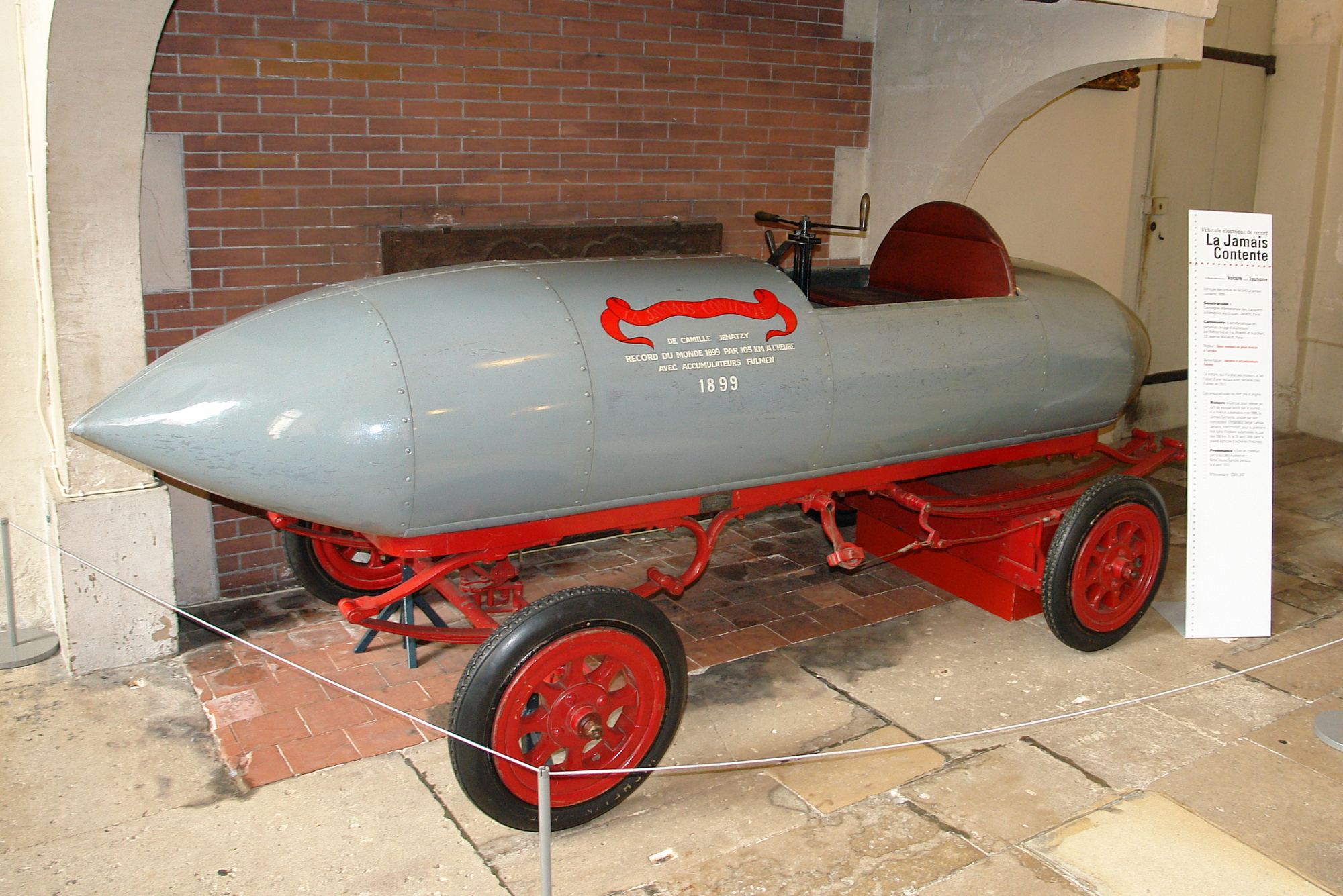
La Jamais Contente

Het Musée national de la voiture et du tourisme is een transport- en automuseum dat gevestigd is in het kasteel van Compiègne in Compiègne in Frankrijk. Het werd geopend in 1927 en is daarmee het oudste automuseum van Europa.

## Geschiedenis
Het museum was een initiatief van Léon Auscher, een Parijse autoliefhebber, en Paul Léon, museumverantwoordelijke. Het museum werd ingericht in de zalen van het kasteel van Compiègne, een paleis in Lodewijk XVI-stijl.

## Collectie
Het museum heeft meer dan 15.000 stukken in zijn collectie die de geschiedenis van het transport over land vertellen, met koetsen, sleden, fietsen, vroege automobielen en motorfietsen. Pronkstukken van het museum zijn de elektrische raceauto La Jamais contente (1899) en de Topedo Sigma (1917) van de piloot Guynemer.